# Wojska pancerne Bułgarii
Wojska pancerne Bułgarii do 1945 roku

## Historia
Pierwszy kontakt ze sprzętem pancernym bułgarska delegacja wojskowa miała już w 1917 r., kiedy Niemcy zademonstrowali jej zdobyczne czołgi brytyjskie i francuskie. Jednakże słabość finansowa Bułgarii po zakończeniu I wojny światowej, a także zakaz aliantów posiadania ciężkiego sprzętu wojskowego, uniemożliwiły zakupy takiego uzbrojenia.
Dopiero w 1934 r. bułgarskie ministerstwo wojny podjęło decyzję o zakupie we Włoszech 14 tankietek CV3/33 (uzbrojonych w karabin maszynowy Schwarzlose 8 mm), 14 ciężkich ciężarówek-transporterów dla tankietek, ciągników artyleryjskich Pavesi, dział przeciwlotniczych i innego sprzętu artyleryjskiego. 1 marca 1935 r. do Warny przybył pierwszy transport ze sprzętem wojskowym. Tankietki weszły na uzbrojenie 2 batalionu samochodowego w Sofii. Sformowano z nich 1 kompanię pancerną. Jej oficerowie byli skierowani z 1 pułku inżynierskiego. Dowództwo kompanii objął mjr Borys Tenew Sławow. Etat oddziału liczył 4 oficerów i 86 szeregowych żołnierzy. W I poł. 1936 r. utworzono 2 Kompanię Pancerną, ale bez sprzętu pancernego.
4 września tego roku ministerstwo wojny podpisało umowę z Brytyjczykami w sprawie dostawy 8 lekkich czołgów Vickers 6 ton Mark E w wersji z działkiem 47 mm i karabinem maszynowym 7,92 mm. 1 stycznia 1939 r. obie kompanie połączono w 1 Batalion Pancerny. Na jego czele stanął mjr Todor Iwanow Popow. Dowódcą 1 Kompanii, stacjonującej nad południową granicą w Koralowie, był por. Iwan Iwanow Giumbabow, zaś 2 Kompanii, stacjonującej w rejonie Polskiego Trambeszu, por. Todor Stefanow Iwanow. Ponadto w skład batalionu wchodził pododdział remontowy.
Od lutego 1940 r. bułgarskie wojska pancerne były uzbrojone w 36 czechosłowackich lekkich czołgów Lt-35, pozyskanych od Niemców. Otrzymały one oznaczenie Skoda T-11. Na ich bazie powstała 3 Kompania Pancerna pod dowództwem kpt. Aleksandra Iwanowa Bosiłkowa. W tym czasie 1 Kompania Pancerna (tankietki CV 3/33) w składzie 3 Armii wzięła udział w zajęciu rumuńskiej Południowej Dobrudży. Nie doszło do walk.
Pod koniec kwietnia 1941 r. strona niemiecka przekazała kolejnych 40 francuskich lekkich czołgów Renault R-35, zdobytych przez Wehrmacht. Maszyny znajdowały się jednak w złym stanie technicznym, dlatego pełniły jedynie rolę szkoleniową. Pomimo tego sformowano z nich 4-kompanijny batalion pancerny. 25 czerwca tego roku utworzono w Sofii 1 pułk pancerny, którego dowództwo objął mjr Todor Iwanow Popow. Pod koniec maja 1942 r. przeszedł on szkolenia w rejonie Sofii. Ponieważ współpraca z piechotą układała się słabo, do Bułgarii przybył niemiecki instruktor wojskowy ppłk von Bülow. Jego działania zdecydowania poprawiły działania pułku, co wykazały manewry militarne pod koniec października tego roku. Liczebność pułku wynosiła wówczas 3,8 tys. żołnierzy.
Na przełomie 1942/1943 w Berlinie przebywała delegacja bułgarskiego ministerstwa wojny, w wyniku czego w poł. stycznia 1943 r. została zawarta umowa w sprawie uzbrojenia w niemiecką broń dziesięciu dywizji piechoty, dywizji kawalerii i dwóch brygad pancernych. Wiosną i latem 1943 r. w ramach programu „Barbara 43” do Bułgarii dostarczono ogółem 97 czołgów średnich PzKpfw IV w wersjach G i H, 20 samochodów pancernych Sdkfz 222 i 223, 55 samobieżnych dział szturmowych StuG 40 Ausf G i 40 motocyklów BMW R 75. Do szkoły pancernej w Wünsdorf zostało wysłanych 41 bułgarskich oficerów i 37 podoficerów.
W poł. czerwca w ramach 1 pułku pancernego pod dowództwem ppłk. Geno Genowa została sformowana bateria dział szturmowych. 1 października przekształcono go w 1 Brygadę Pancerną. Z jej stanu wydzielono czołgi Renault R-35, skierowane do Slivenu do działań przeciwko coraz silniejszej partyzantce, głównie w okupowanej części Serbii. Brygada składała się z trzech batalionów pancernych (każdy miał dwie kompanie PzKpfw IV i jedną kompanię Skoda T-11). Po wielkim nalocie amerykańskim na Sofię 10 stycznia 1944 r., podczas którego zginęła pewna liczba pancerniaków, 1 Brygada Pancerna została rozśrodkowana. Sztab z pułkiem piechoty trafiły do Ichtimanu, pułk artylerii trafił do wsi Vakarel, 1 pułk pancerny do Nowichanu, zaś bataliony przeciwpancerny, rozpoznawczy i inżynieryjny do Samokowa. W lutym tego roku Bułgarzy otrzymali od Niemców kolejny sprzęt pancerny. Zamiast obiecanych 25 lekkich czołgów PzKpfw I przybyło 19 francuskich lekkich czołgów Hotchkiss H-39 i 6 średnich Somua S-35. Dowództwo bułgarskie skierowało je do sił policyjnych i pograniczników, zwalczających partyzantów.
W poł. sierpnia 1 Brygada Pancerna osiągnęła pełną gotowość bojową. Pozostało w niej jedynie 13 niemieckich specjalistów od łączności na czele z por. Irmscherem. Z powodu narastania wśród Bułgarów nastrojów antyniemieckich Niemcy opracowali tajny plan zablokowania bułgarskich sił pancernych w przypadku otwartego wystąpienia zbrojnego. Miał zostać sformowany specjalny oddział wojskowy pod nazwą Verband „Collins”, którego kadrę tworzyliby niemieccy instruktorzy pancerni z ośrodka szkoleniowego w serbskim Niszu. Nie doszło jednak do tego, gdyż 5 września 1 Brygada Pancerna uprzedziła działania niemieckie, blokując drogę Sofia – Nisz i rozbrajając Niemców. Dopiero 8 września Bułgaria zadeklarowała oficjalnie przejście na stronę aliantów. Armia przeszła pod zwierzchnictwo sowieckiego 3 Frontu Ukraińskiego marsz. Fiodora I. Tołbuchina. Nowym dowódcą 1 Brygady Pancernej został gen. Stojan Konstantinow Trendafiłow. Weszła ona w skład 2 Armii. Oprócz brygady do bułgarskich wojsk pancernych należały wówczas dwa bataliony dział szturmowych StuG 40 i dwie kompanie szkoleniowe czołgów starszego typu (CV-3/33, Vickers 6 ton E i Renault R-35). W policji służyły czołgi H-39 i S-35.
Brygada 28 września zajęła pozycje wzdłuż granicy z Serbią, uczestnicząc następnie w ofensywie na wojska niemieckie działające w rejonie Leskovac-Nisz i we wschodniej Macedonii. Chrzest bojowy przeszła 8 października pod miastem Bela Palanka, atakując 7 Ochotniczą Dywizję Górską SS „Prinz Eugen”. Po pierwszym niepowodzeniu udało się bułgarskim czołgom i piechocie, ze wsparciem artylerii i samolotów szturmowych, odrzucić Niemców nad rzekę Morawa, zajmując Vlasotince. 17 października została opanowana Kuršumlija. Na pocz. listopada brygada walczyła w rejonie Prepolaca, przełamując obronę niemieckiego 734 Jäger Regiment i zajmując Podujevo. 21 listopada padła Prisztina, zaś następnego dnia Mitrowica. Zakończyło to działania Brygady w Serbii i Kosowie, która na pocz. grudnia powróciła do Bułgarii. Do 23 października straty bułgarskich pancerniaków wyniosły 47 czołgów. Większa liczba czołgów została zniszczona podczas ataku na Podujevo, zaś kolejnych 12 pod Prisztiną. Łączne straty brygady nie są jednak znane.
Pod koniec lutego 1945 r. batalion pancerny brygady został skierowany jako odwód bułgarskiej 1 Armii, operującej w południowo-zachodnich Węgrzech. Po rozpoczęciu przez Niemców ofensywy „Frühlingserwacht” 6 marca tego roku, batalion przydzielono 3 Dywizji Piechoty, która była zmuszona wycofać się. Atak niemiecki na tym odcinku frontu został powstrzymany za cenę zniszczonych 5 czołgów. Po wzmocnieniu pozycji obronnych przez oddziały sowieckie linia frontu ustabilizowała się. Bułgarski batalion nie uczestniczył już do końca wojny w dalszych walkach. Tymczasem pod koniec kwietnia reszta 1 Brygady Pancernej, wzmocniona w poł. marca sowieckimi 65 czołgami średnimi T-34, została przeniesiona na północ od Varaždina, zajmując tam pozycje do końca miesiąca.

## Skład organizacyjny
Stan 1 Brygady Pancernej na dzień 1 lipca 1944 r.
- 1 pułk pancerny
  - 1 batalion pancerny
  - 2 batalion pancerny
  - 3 batalion pancerny
- zmotoryzowany pułk piechoty
  - 1 zmotoryzowany batalion piechoty
  - 2 zmotoryzowany batalion piechoty
  - 3 zmotoryzowany batalion piechoty
  - zmotoryzowany batalion rozpoznawczy
- zmotoryzowany pułk artylerii
  - 1 pancerna bateria artylerii
  - 2 pancerna bateria artylerii
- zmotoryzowany oddział przeciwpancerny
- zmotoryzowany oddział przeciwlotniczy
  - bateria dział ciężkich
  - bateria dział średnich
  - bateria dział lekkich
- zmotoryzowany batalion Inżynieryjny
- zmotoryzowana kompania sztabowa
- zmotoryzowana kompania łączności
- zmotoryzowana kompania medyczna
- zmotoryzowana kompania zaopatrzenia
- zmotoryzowana kompania remontowa
- zmotoryzowana kompania żandarmerii